# Berit Lindholm
Berit Maria Lindholm (Stoccolma, 18 ottobre 1934 – Stoccolma, 12 agosto 2023) è stata un soprano svedese.

## Biografia
Berit Lindholm è cresciuta a Fredhäll e ha studiato per diventare insegnante, diplomandosi nel 1957. Successivamente ha studiato canto lirico con Brita von Vegesack e Käthe Bernstein-Sundström tra il 1961 e il 1963.
Nel 1963 ha fatto il suo debutto sulle scene nel ruolo della Contessa Almaviva ne Le nozze di Figaro all'Opera reale svedese. Nel 1964 ha cantato per la prima volta nell'Elettra di Strauss, interpretando Crisotemide in una versione radiofonica a Parigi. Tuttavia è stato il suo lavoro al Deutsche Oper am Rhein a fare da trampolino di lancio per la sua carriera internazionale; infatti, fu a Düsseldorf che cantò il ruolo di Brunilde in venticinque rappresentazioni de L'anello del Nibelungo. Nel corso della sua carriera avrebbe cantato Brunilde oltre cinquanta volte nell'interna tetralogia wagneriana, cantando spesso la parte al Covent Garden e al Festival di Bayreuth.
Particolarmente nota come interprete di Wagner e Strauss, nel 1971 fu il primo soprano a cantare il ruolo di Isotta in Unione Sovietica, quando cantò con la compagnia della Wiener Staatsoper in Tristano e Isotta al Teatro Bol'šoj sotto la direzione musicale di Karl Böhm. Quattro anni più tardi fu la prima Brunilde in Unione Sovietica, cantando il ruolo ancora una volta nell'intera tetralogia in una speciale rappresentazioni con la compagnia della Royal Opera House. Sempre nel 1975 fu Tosca a Stoccolma accanto al Cavaradossi di Nicolai Gedda e cantò come Sieglinde ne La valchiria a San Francisco accanto alla Brunilde della sua compatriota Birgit Nilsson. Ha dato il suo addio alle scene nel 1993 a Stoccolma con il ruolo di Clitemnestra nell'Elettra, diventando così uno dei pochi soprani a cantare tutti e tre i ruoli principali nell'opera di Strauss. Tra il 1995 e il 1997 fu vicepresidente della Accademia reale svedese di musica, di cui era stata eletta membro nel 1984.

## Repertorio
| Ruolo                            | Titolo                  | Autore    |
| -------------------------------- | ----------------------- | --------- |
| Leonore                          | Fidelio                 | Beethoven |
| Contessa                         | Le nozze di Figaro      | Mozart    |
| Tosca                            | Tosca                   | Puccini   |
| Elettra Clitemnestra Crisotemide | Elettra                 | Strauss   |
| Salomè                           | Salomè                  | Strauss   |
| Aida                             | Aida                    | Verdi     |
| Amelia                           | Un ballo in maschera    | Verdi     |
| Abigaille                        | Nabucco                 | Verdi     |
| Brunilda                         | Il crepuscolo degli dei | Wagner    |
| Elsa Ortrud                      | Lohengrin               | Wagner    |
| Isotta                           | Tristano e Isotta       | Wagner    |
| Venere Elisabeth                 | Tannhäuser              | Wagner    |
| Brunilda                         | Sigfrido                | Wagner    |
| Kundry                           | Parsifal                | Wagner    |
| Brunilda Sieglinde               | La Valchiria            | Wagner    |